# Orchestre symphonique national (Mexique)
L'Orchestre symphonique national (en espagnol Orquesta Sinfónica Nacional OSN) est le plus ancien orchestre symphonique mexicain et l'un des plus réputés. Il a été fondé en 1947, mais ses origines remontent à 1881. Après l'Orchestre symphonique de Boston, il est le plus ancien orchestre symphonique du continent américain. Il se produit principalement dans la Grande salle du Palacio de Bellas Artes à Mexico. Il dépend de l'Instituto Nacional de Bellas Artes (es). Il ne doit pas être confondu avec l'Orchestre symphonique de l'État de Mexico (en espagnol, Orquesta Sinfónica del Estado de México).

## Historique
Les origines de l'OSN remontent à 1881, quand Alfredo Bablot, directeur du Conservatoire de Musique, a fondé l'Orchestre du Conservatoire. À la mort de Bablot, il a été remplacé par Carlos J. Meneses. En 1902, l'orchestre a reçu l'appui du gouvernement de Porfirio Díaz, mais il a suspendu ses activités en 1913, à cause de l'instabilité du Mexique pendant la Révolution mexicaine.
À l'arrivée au pouvoir de Venustiano Carranza en 1915, l'orchestre a pris le nom de Sinfónica Nacional, dépendant du Ministère des Beaux Arts. Durant cette période, son directeur a été Jesús Acuña, suivi par Manuel María Ponce, mais l'orchestre a connu une période de déclin et a cessé ses prestations en 1924.
En 1928, l'Orchestre symphonique du Mexique a été créé, mais le nom a été changé peu après en Orchestre symphonique du Mexique (Orquesta Sinfónica de México). Cet orchestre est l'ancêtre de l'orchestre actuel. Carlos Chávez a été nommé son premier chef, mais il manquait de tout soutien financier, outre que l'orchestre n'avait pas été bien géré à l'époque par le syndicat des musiciens de la ville. Cependant le fait que Chávez dirige l'orchestre, a représenté une période florissante pour la musique orchestrale dans le pays.
Un mécénat privé a été établi et l'orchestre a pu donner son premier concert le 2 septembre 1928 au Théâtre Iris. Avec 103 musiciens sur scène, le programme comprenait la suite Ibéria de Debussy, la Sonata Tragica de Tello, le Concerto pour piano n° 1 de Tchaïkovski avec Vilma Erenyi comme soliste, et Don Juan de Strauss. L'orchestre avait reçu le soutien financier du gouvernement, mais il était considéré comme une affaire privée et pas officielle.
Silvestre Revueltas, compositeur mexicain, qui était chef assistant, a quitté l'orchestre en 1935 à cause d'un désaccord avec Chávez, pour être le conducteur principal de l'Orchestre symphonique national nouvellement créé et dont la vie a été de courte durée. Cet orchestre dépendait du Conservatoire national de musique, mais il a fermé en 1937, lorsque Revueltas a donné sa démission.

## Directeurs depuis 1947
- Eduardo Hernández Moncada (1947-1949)
- José Pablo Moncayo (1949-1954)
- Luis Herrera de la Fuente (1954-1972)
- Carlos Chávez (1973)
- Sergio Cárdenas (1979-1984)
- Jose Guadalupe Flores (1985-1986)
- Francisco Savín (1986-1988)
- Luis Herrera de la Fuente (1989-1990)
- Enrique Diemecke (1990-2007)
- Carlos Miguel Prieto (2007-aujourd'hui)